# خوان أنطونيو أوكامبو
خوان أنطونيو أوكامبو (بالإسبانية: Juan Antonio Ocampo)‏ (11 يونيو 1989 في المكسيك - ) هو لاعب كرة قدم مكسيكي في مركز الدفاع. شارك مع منتخب المكسيك تحت 20 سنة لكرة القدم. أما مع النوادي، فقد لعب مع نادي تيكوس ونادي غوادالاخارا وCoras FC ‏ ودورادوس سينالوا ونادي كيريتارو.

## روابط خارجية
- خوان أنطونيو أوكامبو على موقع قاعدة بيانات كرة القدم.إي يو (الإنجليزية)
- خوان أنطونيو أوكامبو على موقع Soccerway.com (الإنجليزية)